# Падилья, Яэль
Хонатан Яэль Падилья Сандоваль (исп. Jonathan Yael Padilla Sandoval; родился 19 декабря 2005) — мексиканский футболист, вингер клуба «Гвадалахара».

## Клубная карьера
Падилья является воспитанником футбольной академии клуба «Гвадалахара», за которую выступал с 2018 года. 3 июля 2023 года дебютировал в основном составе «Гвадалахары» в матче Лиги MX (высшего дивизиона чемпионата Мексики) против «Леона», выйдя на замену Исааку Брисуэле на 74-й минуте, а семь минут спустя забил гол, принеся своей команде победу в матче со счётом 2:1. В возрасте 17 лет, 6 месяцев и 16 дней стал самым молодым автором гола «Гвадалахары» в Лиге MX. В том же месяце главный тренер «Гвадалахары» Велько Паунович назвал Падилью «неогранённым алмазом, который нужно отполировать».

## Карьера в сборной
В 2021 году провёл две игры за сборную Мексики до 18 лет.